# 怪奇猫娘
『怪奇猫娘』（かいきねこむすめ）は、水木しげるによる日本の漫画作品であり、1958年6月17日刊行の貸本漫画。

## 概要
水木しげるの別名義の一つ「東真一郎」の名で緑書房から刊行された貸本向け単行本。当時の水木は兎月書房との専属契約（正式な契約ではないが）の関係で、他の出版社で本を出す際は別名義を使用していた。
当時の貸本怪奇漫画には「親の因果が子に報いる」という話が多く、そこに描かれる「因果応報」は、悲しみではなく恐怖だった。だが本作の場合は、少女が恐ろしい猫の顔に変貌するという恐怖よりも、生まれながらの不幸を背負う少女の悲しみを強く描いている。
2008年11月に小学館クリエイティブより初めて一般の刊行書として復刻され、『ゲゲゲの鬼太郎』の猫娘のルーツ等と紹介されている。実際に共通点があり、特に『鬼太郎夜話』の寝子とは「私はそれをがまん出来ない」という台詞も共通している。ちなみにこの台詞は映画『女はそれを我慢できない』のもじりと言われている。

## あらすじ
猫取りを生業にしている男（以下、男）が墓守の飼い猫（烏猫）を殺して家に帰ると、身重の妻が怪死していた。男は妻を墓に埋葬するが、間もなく土の中から赤ん坊が現れる。墓守は猫の祟りを警告するが、男は「みどり」と名付け赤ん坊を育て始める。それから幾年、みどりは小学生となるが、魚や鼠を見ると猫のように豹変するという体質を持っていた。みどりは「猫娘」と呼ばれ、学校や町で奇異な目で見られるようになり苦悩する。さらに噂を聞きつけたサーカスに捕まり、無理やり見世物にされてしまう。みどりは父に会いたい一心で逃走するが、警察に追われる立場にまでなってしまい、煙突の頭頂部まで追い詰められる。「どうして私だけがこんなにいじめられるのでしょう」と、みどりは泣き叫ぶ・・・。

## 主な登場人物
みどり（猫娘）
怪死した母の墓から生まれた少女。猫娘の体質を悩んでいるが、魚や鼠を見ると我慢出来ず豹変してしまう。
みどりの父
かつて、猫取りを生業にしていた。男手ひとつで「みどり」を育て一緒に暮らしている。
墓守の老婆
120年生きている猫「烏猫」を飼う。みどり達に付きまとい、祟りを警告する。
東真（とうしん）
幽霊サーカスのスカウト。「みどり」を罠に掛け捕まえる。
親方
幽霊サーカスを仕切る、通称チョビヒゲの鉄。金儲けの為に「みどり」を見世物にする。

## 単行本
- 『怪奇猫娘』（小学館クリエイティブ、2008年11月、ISBN 978-4-7780-3096-4）
- 『貸本漫画集(3) 怪獣ラバン他』（講談社〈水木しげる漫画大全集〉、2013年10月、ISBN 978-4-06-377502-0）